# Grupo de Acción Valencianista
El Grupo de Acción Valencianista (en valenciano Grup d'Acció Valencianista o GAV) es una organización española de ámbito valenciano fundada en 1977. Se autodefine como valencianista y afirma defender el patrimonio cultural, artístico y natural de la Comunidad Valenciana (España) mediante acciones reivindicativas, a menudo, violentas. Esta entidad ha sido considerada como antidemocrática de ultraderecha, y a menudo de « neofascista » por el perfil de sus acciones.
El GAV, como entidad que apoya la consideración del valenciano como una lengua distinta del catalán, firmó en 1981 las Normas del Puig. Destaca como el miembro más activo de la Plataforma Normes d'El Puig y de la Coordinadora d'Entitats Culturals del Regne de Valencia, de la que es miembro fundador.[cita requerida]
Diversos miembros de esta agrupación han estado implicados en numerosas acciones anticatalanistas desde la década de 1980 hasta la actualidad, entre las que se hallan amenazas, vandalismo, actos violentos y de intimidación, etc. Según denuncian algunas entidades políticas, culturales y de derechos humanos, también en actividades terroristas.
Algunas de sus acciones amenazantes contra centros educativos y militantes, asociaciones y partidos democráticos han sido realizadas bajo nombres tapadera como Maulets 1707 o Colectiu Vinatea.

## Cronología

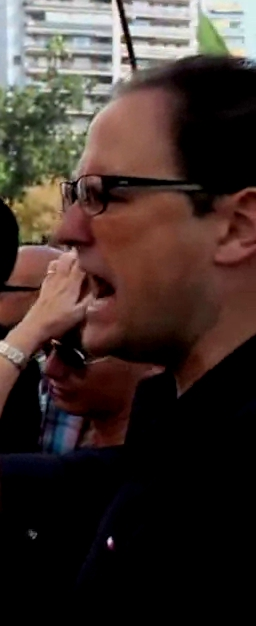
Manolo Latorre, entonces presidente de la asociación, entre un grupo de gente que increpaba a la comitiva de Compromís durante el día de la Comunidad Valenciana de 2012.

El primer presidente y fundador del GAV en 1977 fue el escultor Rafael Orellano. Le relevó Pascual Martín Villalba. El actual presidente es Manuel Latorre Castillo. Uno de los presidentes más conocidos ha sido Juan García Sentandreu, antiguo falangista y expresidente del partido regionalista Coalición Valenciana.

## Ideología
Esta entidad aboga por la consideración del valenciano como un idioma distinto al catalán, así como la inmediata disolución de la Academia Valenciana de la Lengua (AVL) y el uso de las Normas del Puig.[cita requerida]
Esta entidad cultural es calificada ideológicamente como defensora de "valores antidemocráticos" por el Movimiento contra la Intolerancia, o de ultraderecha, por el perfil de sus acciones. En el Informe RAXEN de 2008 diversas acciones de vandalismo, "terrorismo de extrema derecha" y de violencia son atribuidas a esta agrupación.
Según el hispanista francés Frank Martin, especialista del valenciano, el GAV es el instigador de ataques anuales a diversas manifestaciones culturales « que prueban una minuciosa organización ». Añade:

Compartiendo la ideología de otras estructuras como «España 2000» - partido de extrema derecha que hace de la lucha contra la inmigración su prioridad y defendiendo la unidad de España frente a cualquier nacionalismo periférico-, sus responsables crearon una sección para los más jóvenes llamada Joventuts del Grup d’Accio Valencianista. Para intentar librarse de toda referencia catalana, aunque solo fuera lingüística, esta sección se ilustra por su profunda aversión hacia cualquier rasgo identitario catalán, una auténtica catalanofobia que gangrena la sociedad valenciana y se difunde a través de diversos formatos en la web.

## Contexto histórico
El valencianismo mayoritario de posguerra, generalmente de ideología progresista, no solo se caracterizó por su antifranquismo, sino también por su ruptura con los planteamientos del valencianismo tradicional de preguerra. Como reacción a este cambio de planteamiento surgió el blaverismo, y dentro de él el GAV.
Durante la transición, el GAV estuvo impartiendo cursos de Idioma Valenciano válidos para impartir la enseñanza del idioma valenciano en los Centros de Educación Preescolar, Enseñanza General Básica, Formación Profesional de 1º Grado y Bachillerato, en el curso 1982-1983. Además rechazaban completamente la aprobación del Estatuto de Autonomía valenciano, por considerarlo "catalanizado". Durante la celebración del 9 de octubre de 1979, miembros del GAV quemaron la Señera del Consell Preautonomico que estaba colgada en el balcón del ayuntamiento de Valencia y que afirmaban estaba basada en la señera catalana y se pretendía oficializar.

## Acciones violentas

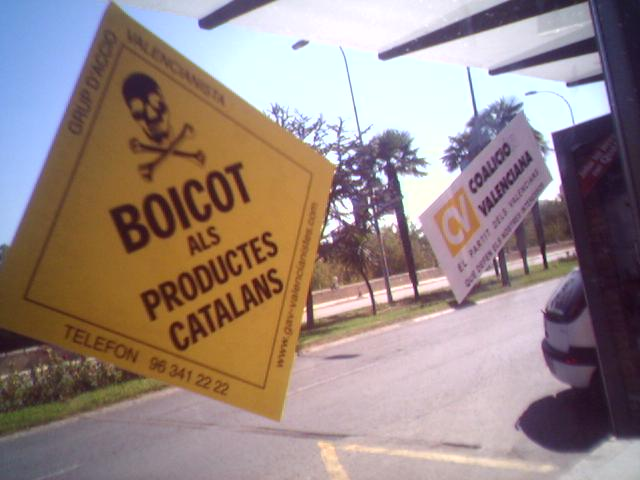
Pegatina de las Joventuts del GAV, llamando al boicot a los productos catalanes.

Las acciones atribuidas al GAV estaban dirigidas desde sus inicios contra objetivos personales o materiales calificados de "catalanistas", habitualmente centrados en el ámbito cultural y de la universidad. Sendos atentados contra la vida de los escritores Manuel Sanchis Guarner y Joan Fuster, acusados de "pancatalanistas", con artefactos explosivos caseros fueron protagonizados por personas vinculadas a la ultraderecha valenciana y a las que se acusó de ser próximas al GAV, que en 2002, y con motivo de su 25 aniversario, reivindicó desde las páginas de su revista SOM la acción como "una reacción del pueblo valenciano" contra el catalanismo.
De hecho, el 8 de diciembre de 1977, sólo cuatro días después del atentado, el presidente del GAV Pascual Martín Villalba escribió un artículo en el periódico Las Provincias donde acusaba a Manuel Sanchis-Guarner y a Joan Fuster de haber fingido ellos mismos el atentado en un acto de victimismo. Esto provocó que Sanchis-Guarner le denunciase por injurias. Sin embargo, los tribunales consideraron que la actividad de Martín Villalba no incurría en ningún delito.
Sanchis Guarner falleció poco después de este atentado debido a un infarto de corazón. Joan Fuster abandonó el panorama público y de la escritura reconociendo que el atentado terrorista era la causa de ello, ya que le había desmoralizado.
Juan García Sentandreu reconoció ante un juez haber atacado con huevos un coche de la televisión autonómica catalana en el marco de una manifestación ilegal contra el Consejo Valenciano de Cultura en la que también se atacó a los miembros de esta institución oficial.
En su revista Som, de carácter bimensual, hacen frecuente apología de la confrontación violenta contra los sectores políticos de la izquierda nacionalista valenciana. En la publicación de octubre de 2002 uno de sus números se jactan de haber participado en un buen número de acciones, entre ellos contra las personas citadas anteriormente. Los delitos acababan de prescribir. 
En 1994 miembros del GAV y del Colectiu Vinatea participaron en una agresión contra la Societat Coral El Micalet, hechos por los cuales fue condenada una activista de Unión Valenciana.
El 1 de diciembre de 2007, miembros del GAV repartían panfletos en los alrededores del instituto de enseñanza secundaria La Garrigosa, en Meliana, en los cuales constaban fotografías y datos personales de profesores del instituto (como su dirección personal), a los cuales se acusaba de "catalanistas". En dichos panfletos se animaba a los vecinos a "hacerles frente".

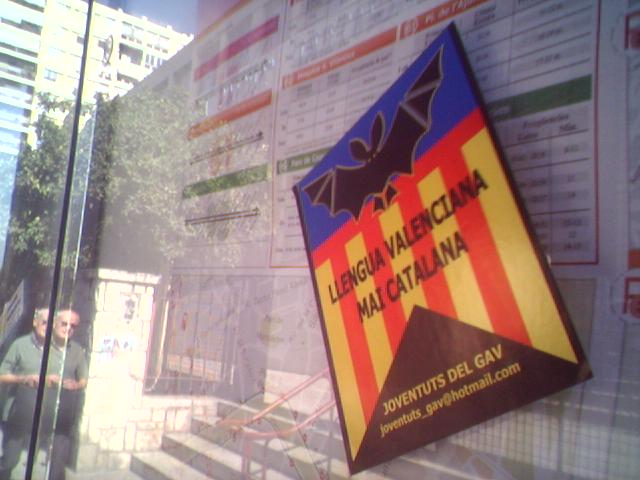
Pegatina del GAV rechazando la unidad del catalán y el valenciano.

En enero de 2008, miembros del GAV realizaron pintadas amenazantes y xenófobas en el local de la asociación cultural Ca Revolta y del Centro Social-Bar Terra, ambos asociados a la izquierda nacionalista e independentista respectivamente.
Ese mismo mes, el Casal Jaume I de Acció Cultural del País Valencià en Catarroja, fue atacado por unos desconocidos con una bomba de salfumán mientras se celebraba una reunión de la Plataforma Salvemos Catarroja en su interior. Las víctimas hicieron públicas sus sospechas de la implicación en los hechos del GAV. Recientemente, miembros de la plataforma habían recibido amenazas de muerte telefónicas, y los barracones que utilizaban para almacenar su material habían sido atacadas mientras la plataforma celebraba un pasacalles contra la especulación. Varios objetos habían sido sustraídos y otros rotos o pintados. Los autores habían firmado con las siglas "JJGAV" en los barracones.
En febrero de 2008, la sede del Bloc Nacionalista Valencià fue atacada por un grupo de personas, que realizaron en su puerta pintadas e inutilizaron la cerradura. El BLOC vinculó a dichas personas con el GAV.
En 2009, Acció Cultural del País Valencià denunció ante la fiscalía haber recibido amenazas y actos de vandalismo cuya autoría atribuyeron a miembros del GAV.
En 2010, una casa entre los edificios de las calles Jaume Roig y Menéndez Pelayo de Valencia fue atacada por explosivos. La inquilina de la vivienda denunció que es la segunda vez que recibe ataques de este tipo, ya que anteriormente denunció que habían ensuciado la fachada con pintadas del GAV e introducido varios masclets por una ventana, los cuales produjeron daños de distinta consideración en la puerta y muebles. Ambos ataques los atribuyó al GAV, denunciando, también, la actuación policial.
En 2014, diversos integrantes del GAV acometieron un ataque organizado y con violencia física contra menores de edad asistentes a un encuentro por la lengua en Benirredrà.

### Condenas judiciales y detenciones
Durante la campaña electoral de las elecciones generales españolas de 1996, tres militantes de la UPV - Bloc Nacionalista son víctimas de amenazas y lesiones por parte de miembros del GAV. El histórico militante y actual presidente de la organización, Manolo Latorre, fue condenado por los hechos.
De manera similar, durante la procesión cívica del Día de la Comunidad Valenciana de 1997, el entonces presidente del GAV, Juan García Sentandreu, empujó, amenazó de muerte e insultó a Pere Palés, militante nacionalista de las Juventudes de Unió Valenciana. Sentandreu sería condenado por la audiencia de Valencia a pagar dos multas de 70.000 pesetas cada una por dos faltas de vejaciones y malos tratos.
El 29 de diciembre de 2003 miembros del GAV realizan un asalto con robo en Casal Jaume I del barrio de Ruzafa, llevado a cabo por Alejandro Esteve Caballero, José Luis Conejero Asunción y Amalia Lidia Bonheme Sanz. Los tres miembros del GAV fueron condenados a penas de prisión por estos hechos por un delito de robo con fuerza y una falta de daños, con el agravante por motivos de discriminación ideológica pero el atenuante de reparación de los daños.
Alejandro Esteve era, en el momento de llevar a cabo el asalto, miembro de la junta directiva de las Juventudes del GAV. Debido a esta condena, las JJGAV fueron expulsadas del Consell Valencià de la Joventut y Esteve quedó inhabilitado para el ejercicio de cargos en directivas de asociaciones. A su vez, el GAV expulsó a Alejandro Esteve de la asociación, tras lo cual fundó la Plataforma Juvenil Valencianista.
El 14 de diciembre de 2007 miembros de las JJGAV asaltaron el Casal Jaume I de Sueca con la intención de reventar la presentación del libro "Eric y el ejército del Fénix " de Eric Bertran que se llevaba a cabo en el interior, agrediendo a varias personas. Cuatro de los atacantes fueron detenidos por la Policía Local.
En enero de 2008, tres diputados de ERC al congreso de los Diputados son retenidos durante tres horas en el local de Valencia donde estaban haciendo la presentación de un libro. Una cincuentena de ultraderechistas serían los responsables, quienes habrían arrojado botellas de vidrio contra la fachada del edificio mientras proferían insultos y amenazas. Unas 24 personas, vinculadas al Grupo de Acción Valencianista, fueron condenadas a pagar una multa de 3.000 € cada uno.
El 26 de septiembre de 2008, Un grupo de ultras, convocados por la Sección de Gandia del GAV hacen una manifestación ilegal al paso de la llama del Correllengua por Gandía. En el transcurso de los hechos, Maité Peiró, concejala del Bloque Nacionalista Valenciano en La Alquería de la Condesa recibe una pedrada en la cabeza, provocándole una herida que requirió 12 puntos de sutura. 18 de los alborotadores fueron identificados, y recibieron una multa de 301 euros por "manifestación ilegal" y por "insultar e increpar a policías y asistentes" , a pesar de que el agresor de Maite Peiró no pudo ser identificado.

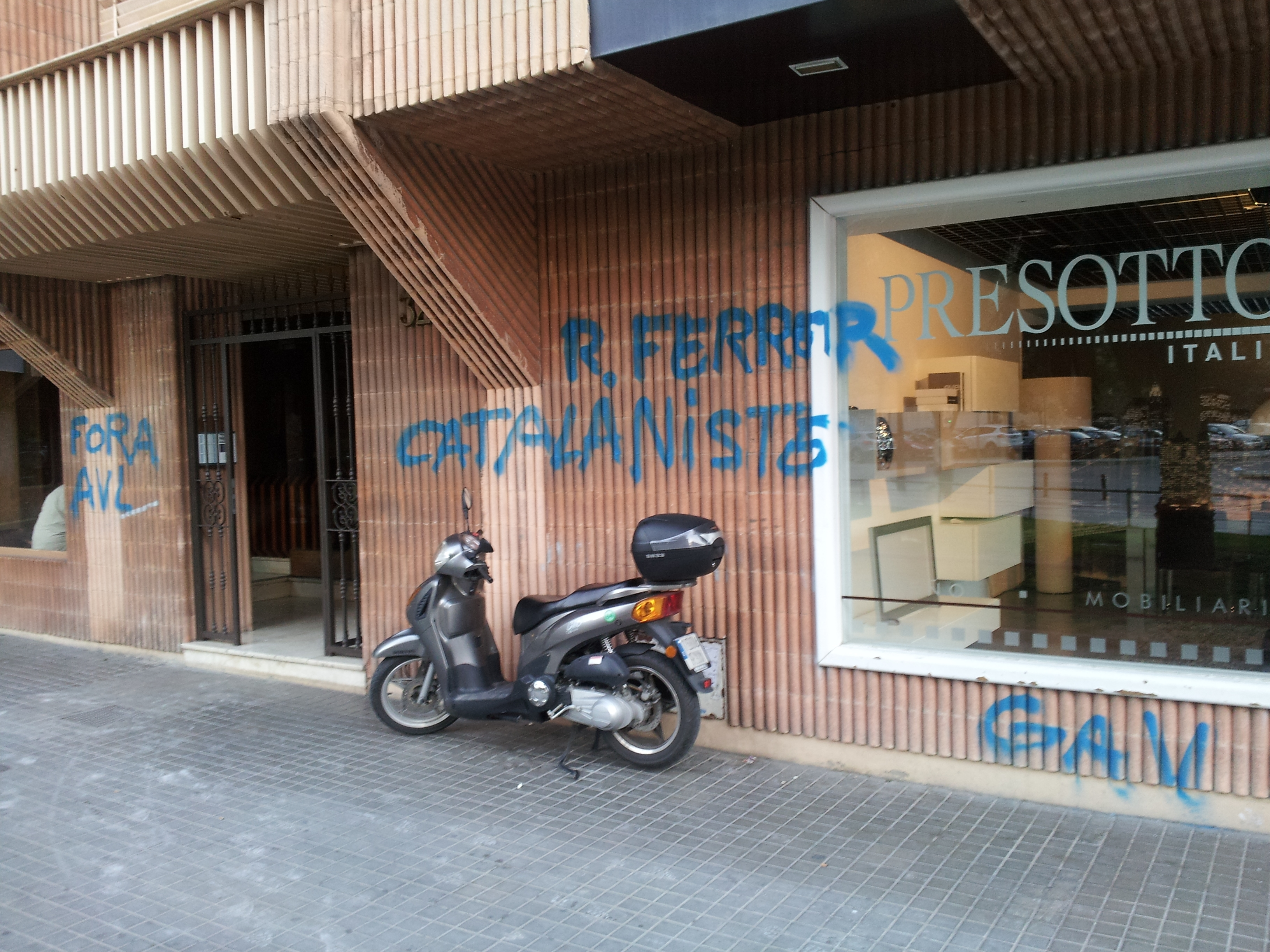
Estado del domicilio del presidente de la Acadèmia Valenciana de la Llengua, Ramon Ferrer, después del ataque realizado por el Grup d'Acció Valencianista durante la madrugada del 23 de mayo de 2013.

En diciembre de 2008, y tras numerosas denuncias por parte del Movimiento contra la Intolerancia, el Bloc o el Consejo de la Juventud de Valencia, la concejalía de fiestas del Ayuntamiento de Valencia anunció un mayor control para impedir que se repartieron folletos políticos en Expojove, si bien no prohibió la presencia en el GAV, como los denunciantes pedían, alegando que "no constaba ninguna condena judicial contra las juventudes del mismo". En enero de 2008, el PSPV-PSOE ya había denunciado que en el stand del GAV en la feria infantil, se podía ver un cartel anunciador de una exposición llamada "Fem Història" ("Hagamos Historia") donde se hacían eco de teorías revisionistas del Holocausto. Finalmente, el GAV ha estado vetado del certamen infantil desde la edición de 2010.
El 5 de julio de 2011, miembros del GAV y de España 2000 boicotean la presentación del libro Noves Glòries a Espanya, de Vicent Flor, que se celebraba en Valencia. En el transcurso de los hechos, el expresidente del GAV Juan García Sentandreu fue esposado y detenido por la policía.
El 14 de mayo de 2013, varios miembros del Gav boicotearon el Acto homenaje Mural del País Valencià celebrado en el Ayuntamiento de Burjassot. Cuando el presidente de la AVL tomó la palabra estos profirieron consignas anticatalanistas y se enfrentaron a la policía. El juicio por este caso se celebró en enero de 2021, quedando absueltos todos los imputados.
A raíz de los hechos, el Parlamento de Cataluña condenó los "ataques reiterados de la extrema derecha" en la Comunidad Valenciana. Previamente, Coalició Compromís ya había registrado una moción similar en las Cortes Valencianas, que sería rechazada por el Partido Popular.
En 2019, un miembro del GAV, Néstor Francos, fue condenado por su participación en una agresión planificada y que incluía violencia física hacia diversos menores participantes en un encuentro por la lengua. Una de las víctimas fue ingresada con un traumatismo craneal grave después de que diversos ultras le patearan la cabeza mientras estaba tendido en el suelo.

## Colectiu Vinatea

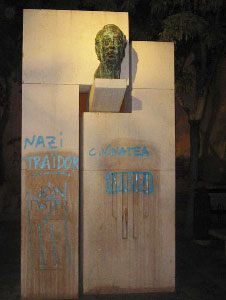
Pintadas firmadas por el C. Vinatea en la casa y el monumento a Joan Fuster en Sueca

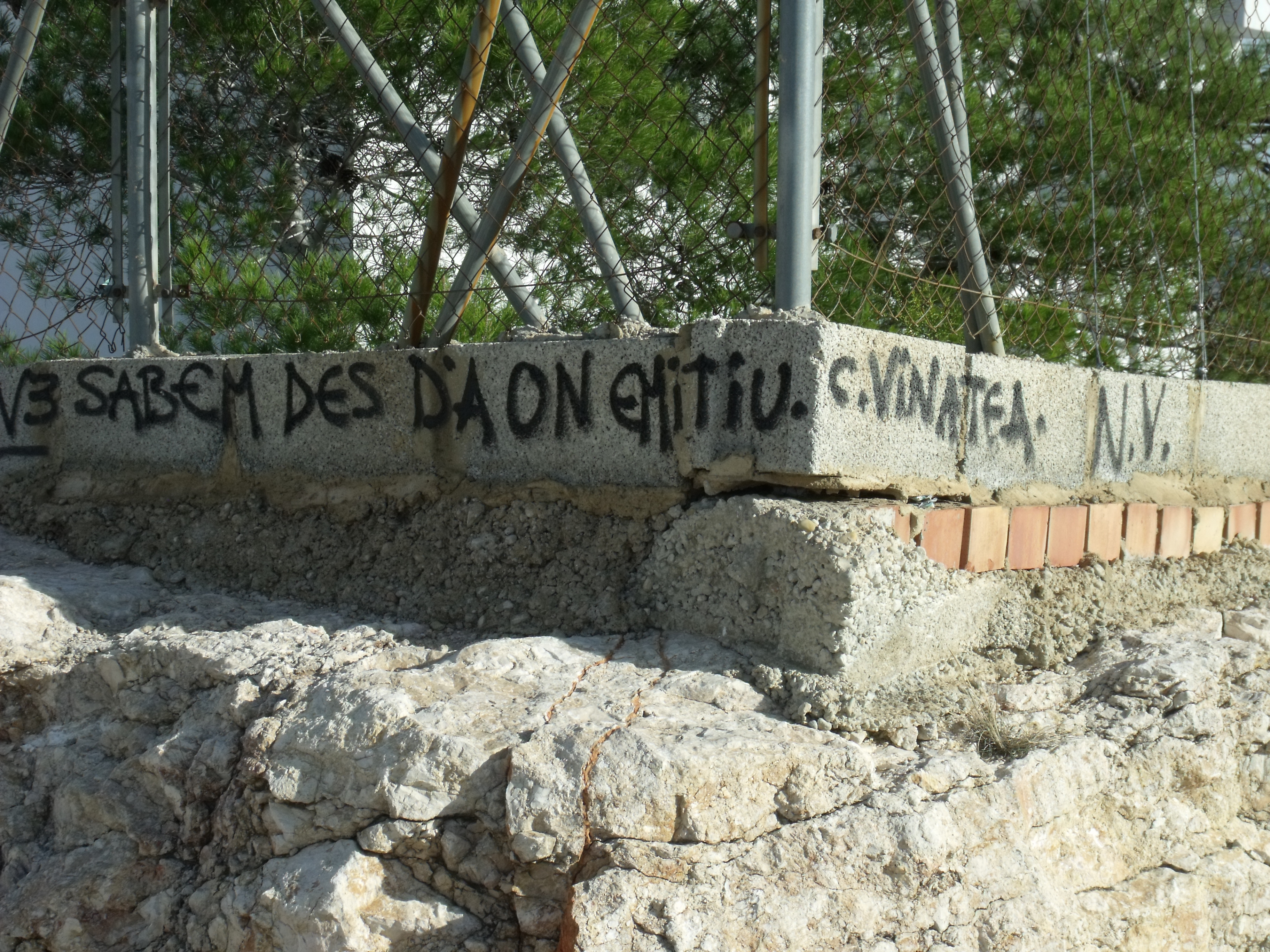
Pintadas firmadas por el C. Vinatea en el repetidor de TV3 en Sierra Perenchiza

El Colectiu Vinatea o Grup Vinatea (Colectivo Vinatea o Grupo Vinatea en castellano) fue un grupo blavero surgido durante el conflicto lingüístico valenciano. Tomaba su nombre de Francisco de Vinatea. Aparecen las primeras pintadas firmadas por el mismo en las paredes de Valencia tras las manifestaciones convocadas por el Grupo de Acción Valencianista en 1991. Ese mismo año llega Unió Valenciana al gobierno municipal de la ciudad de Valencia tras conseguir 8 regidores. 
Es un nombre tapadera utilizado el GAV para realizar algunas de sus acciones.

### Acciones del Colectiu Vinatea
En marzo de 1994 se produce una de sus acciones sonadas, al boicotear al asalto los salones del teatro El Micalet, en los que se celebraba un acto del partido ERC. Un año más tarde, el 11 de enero de 1996 el BNV presenta en un ayuntamiento de la comarca de La Safor una moción contra las actuaciones violentas del Colectiu Vinatea.
En un Comunicado de prensa de ERPV del 6 de marzo de 2002, este partido afirma que "no cree casuales las numerosas agresiones que últimamente ha protagonizado el Colectivo Vinatea, atacando las sedes de entidades cívicas y políticas democráticas y señalando a intelectuales valencianos".
A partir de diciembre de 2002 acciones vinculadas tradicionalmente al entorno del G. Vinatea son investigadas judicialmente como directa o indirectamente vinculadas al GAV.
Entre noviembre y diciembre de 2003, parecen ser los responsables de distintos actos vandálicos en la Facultad de Filología de la Universidad de Valencia y asociaciones culturales de la provincia de Valencia. En el número 5 de la revista "SOM" del Grupo de Acción Valencianista (diciembre de 2003), se publica, aparte de un breve artículo en el que se reivindica para el grupo los ataques al Casal Jaume I del barrio de Garrocha, otro más relacionado, con un "Comunicat del Colectiu Vinatea". Ese mismo mes, ataca el Casal Jaume I del barrio de Ruzafa (Valencia), de la asociación ACPV y la Librería de la Universidad de Valencia, y realiza pintadas amenazadoras en los Casales Jaume I de Carcagente, Carlet y Sueca.
En enero de 2004, son detenidas varias personas próximas al GAV por la reciente ola de vandalismo asociada al nombre del Colectiu Vinatea, a pesar de lo cual en junio se volverán a repetirse distintos ataques, como los realizados contra el Bloc Nacionalista Valencià de Alacuás o el Casal Jaume I del barrio del Cabañal (Valencia), de mayo a julio, y que se repiten en enero de 2005 contra el BNV de Torrente.
En la sesión del Congreso del 24 de mayo de 2004, un diputado por ERC afirmará:

Todos los ataques denunciados tienen conocida identidad desde hace años, identidad de objetivos (sedes de la anunciada asociación, de partidos políticos como el PSOE y el Bloc Nacionalista Valencià, de sindicatos, como el Sindicato de Trabajadores de la Enseñanza del País Valenciano), identidad de hechos y acciones, identidad del tipo de pintura, identidad de frases de amenazas e identidad de firma: Grup Vinatea. De estos hechos punibles que desde hace tiempo se están realizando con total impunidad, se hace eco, pudiendo hacer incluso apología de ellos la revista "Som" que edita el Grup d'Acció Valencianista.

Cabe resaltar que es frecuente también la aparición de pegatinas de este grupo en los lugares de los hechos y la asociación por todos conocida entre el Grup Vinatea y el Grupo d'Acció Valencianista, dado que ésta es la firma que usa el mencionado grupo para actuar con total impunidad.
Querría preguntar, señor ministro, en qué estado se encuentran las investigaciones de todas las agresiones y ataques que se están realizando a diferentes sedes de asociaciones, partidos y sindicatos firmadas por el Grup Vinatea, la última es reciente, es del 16 de mayo de este año. También me gustaría saber si hay registrada alguna asociación o partido con el nombre Grup Vinatea; si se ha investigado la vinculación del Grup Vinatea y el Grup d'Acció Valencianista; si se ha investigado el contenido de los comunicados del Grup Vinatea y de la apología de sus acciones en la revista "Som" que edita el Grup d'Acció Valencianista, sin perjuicio de la libertad de expresión. Igualmente, querría preguntarle si se ha investigado la relación de las personas identificadas en las diferentes acciones y el Grup d'Acció Valencianista; si se ha investigado la financiación de este grupo; si sabe el señor ministro si ha podido recibir subvenciones públicas el Grup Vinatea o la asociación a la que pueda representar el Grup d'Acció Valencianista, y en que caso afirmativo, qué medidas piensa tomar.

Por último, me gustaría saber si se dará protección a las sedes de asociaciones y partidos valencianos que han sido objeto de reiteradas agresiones por el Grup Vinatea o el Grup d'Acció Valencianista.

Con posterioridad a esta etapa de actividad la marca desaparecería, diversificándose en favor de otras también auspiciadas por el GAV, como "Maulets 1707" en Valencia o "Comando Arrós Caldós" en Sueca.